# Har Ma'oz
Har Ma'oz (hebrejsky: הר מעוז) je hora o nadmořské výšce necelých 800 metrů v centrálním Izraeli, v pohoří Judské hory.
Nachází se cca 9 kilometrů severozápadně od centra Jeruzaléma, v jižní části města Mevaseret Cijon. Má podobu vyvýšené planiny, jejíž vrcholová partie je částečně zalesněna, zatímco svahy jsou zastavěny obytnými čtvrtěmi města Mevaseret Cijon, konkrétně čtvrtí Ma'oz Cijon Alef a Ma'oz Cijon Bet. Na severní straně vede pod vrcholem dálnice číslo 1. Západní svahy hory spadají do údolí vádí Nachal Ksalon. Na protější straně dálnice číslo 1 stojí vrch Har Šlomcijon. Do roku války za nezávislost roku 1948 šlo o strategickou výšinu zvanou Kastel se zříceninou křižácké pevnosti. Stávala tu do roku 1948 arabská vesnice al-Kastal, o kterou se sváděly těžké boje a která byla, poté co Jeruzalémský koridor ovládla izraelská armáda, vysídlena. Během bojů tu padl významný arabský vojenský vůdce Abd al-Kadir al-Husajni. Lokalitu dnes pokrývá Národní park ha-Kastel.